# Protestantisme à Paris
Le protestantisme à Paris est un aspect du protestantisme en France. Il existe depuis le début de la Réforme protestante, au XVIe siècle.
Il se manifeste aujourd'hui par une quarantaine lieux de culte, de différentes confessions : Églises réformées, luthériennes, anglicanes, épiscopaliennes, baptistes et autres dénominations évangéliques. La faculté de théologie protestante de Paris est fondée en 1877.

## Histoire

### Jean Calvin et la Réforme protestante

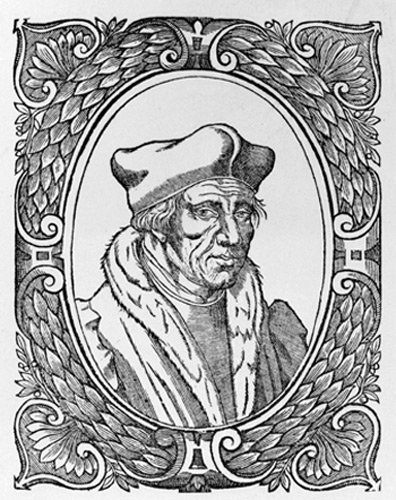
Portrait de Jacques Lefèvre d'Étaples, par Jean de Laon, extrait des Vrais Portraits des hommes illustres en piété et en doctrine de Théodore de Bèze, 1581.

À la Renaissance, les humanistes se passionnent pour l'étude des textes antiques. Les Grandes découvertes, comme la découverte et exploration de l'Amérique à partir de 1492 bouleversent les représentations du monde, et l'invention de l'imprimerie en Occident par Johannes Gutenberg en 1454 transforme la diffusion de la connaissance. Dès 1507 à l'abbaye de Saint-Germain-des-Prés, Jacques Lefèvre d'Étaples commence à traduire les épîtres de Paul en français. Son protecteur Guillaume Briçonnet est ordonné évêque de Meaux, et en 1520 Lefèvre fonde le Cénacle de Meaux, regroupant autour de lui des théologiens réformateurs comme Guillaume Farel, Gérard Roussel, Louis Berquin, François Vatable. Ils sont soutenus par la sœur ainée du roi François Ier, Marguerite de Valois-Angoulême. En 1528, cette dernière donne naissance à Jeanne d'Albret, reine de Navarre protestante, et futur mère d'Henri IV.
En 1523, Jean Calvin étudie à Paris, dans le Quartier latin, au collège de la Marche puis au collège de Montaigu. Après des passages à Orléans et dans sa ville natale de Noyon, Calvin retourne à Paris en octobre 1533. Les tensions sont alors fortes au Collège royal, futur Collège de France, entre les humanistes réformés et la direction conservatrice de la faculté. L'un des réformés, Nicolas Cop, est élu recteur de l'université de Paris. Le 1er novembre 1533, il consacre son discours d'investiture à la nécessité d'une réforme religieuse et appelle à un renouveau au sein de l'Église catholique. Ce discours provoque un grand émoi et la faculté dénonce Nicolas Cop comme hérétique, obligeant celui-ci à prendre la fuite et à se réfugier à Bâle, en Suisse. Jean Calvin échappe aux poursuites en fuyant par les toits, depuis la « Tour Calvin » du collège Fortet, visible encore aujourd'hui dans la cour du 21, rue Valette.

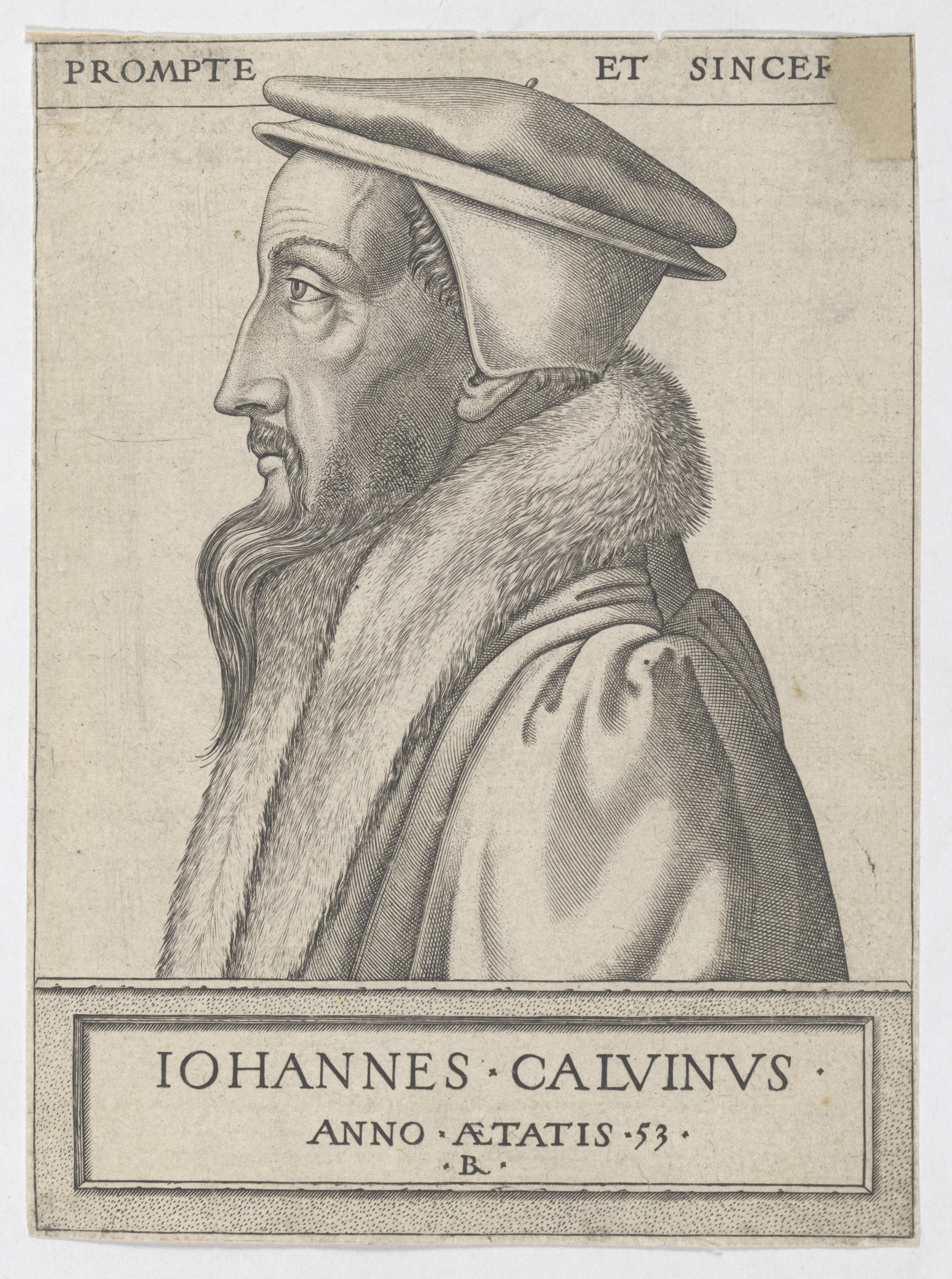
Jean Calvin, gravure par René Boyvin, 1562.

Pendant la nuit du 17 au 18 octobre 1534 a lieu l'affaire des Placards, l'affichage d'un texte contre l’Eucharistie dans les lieux publics à Paris, « Articles véritables sur les horribles, grands et importables abus de la messe papale, inventée directement contre la Sainte-Cène de notre Seigneur, seul médiateur et seul Sauveur Jésus-Christ. ». Six protestants sont condamnés au bûcher, et Jean Calvin fuit à Bâle, puis développe le calvinisme à Strasbourg et Genève.
En 1555, une première église réformée est dressée rue des Marais-Saint-Germain, actuelle rue Visconti. Le jeune étudiant Jean Le Maçon de Maunay de la Rivière est nommé premier pasteur de Paris. En 1557, une assemblée clandestine est surprise rue Saint-Jacques. Cent vingt personnes sont arrêtées, sept sont condamnées au bûcher. En 1558, on signale au roi que des assemblées de 5 000 personnes chantent le Psautier huguenot au Pré-aux-Clercs. En 1559, le premier synode national réformé se réunit rue Visconti, et adopte la confession de La Rochelle.

### Henri IV et les guerres de Religion
Durant le colloque de Poissy, de 1561 à 1562, un temple réformé est ouvert publiquement dans le manoir de la rue Popincourt et dans une maison de la rue des Patriarches. Mais en 1563, l'édit d'Amboise interdit le culte protestant dans la capitale. Les guerres de Religion reprennent. En 1572, le mariage devant la cathédrale Notre-Dame de Paris du futur d'Henri IV, à la tête du parti protestant, et de Marguerite de France, fille du roi Henri II et de Catherine de Médicis (et sœur des rois François II, Charles IX et Henri III) doit sceller la paix. Mais la présence de soldats protestants dans la ville fait paniquer la population. L’amiral Gaspard de Coligny, qui prépare une campagne militaire contre les Pays-Bas espagnols, est blessé le 22 août par un coup d'arquebuse rue des Fossés-Saint-Germain-l'Auxerrois. Craignant des représailles protestantes, le roi ordonne l'assassinat des chefs Huguenots, qui dégénère en massacre de la Saint-Barthélemy. Plus de 3 000 protestants sont tués à Paris, et la guerre reprend.

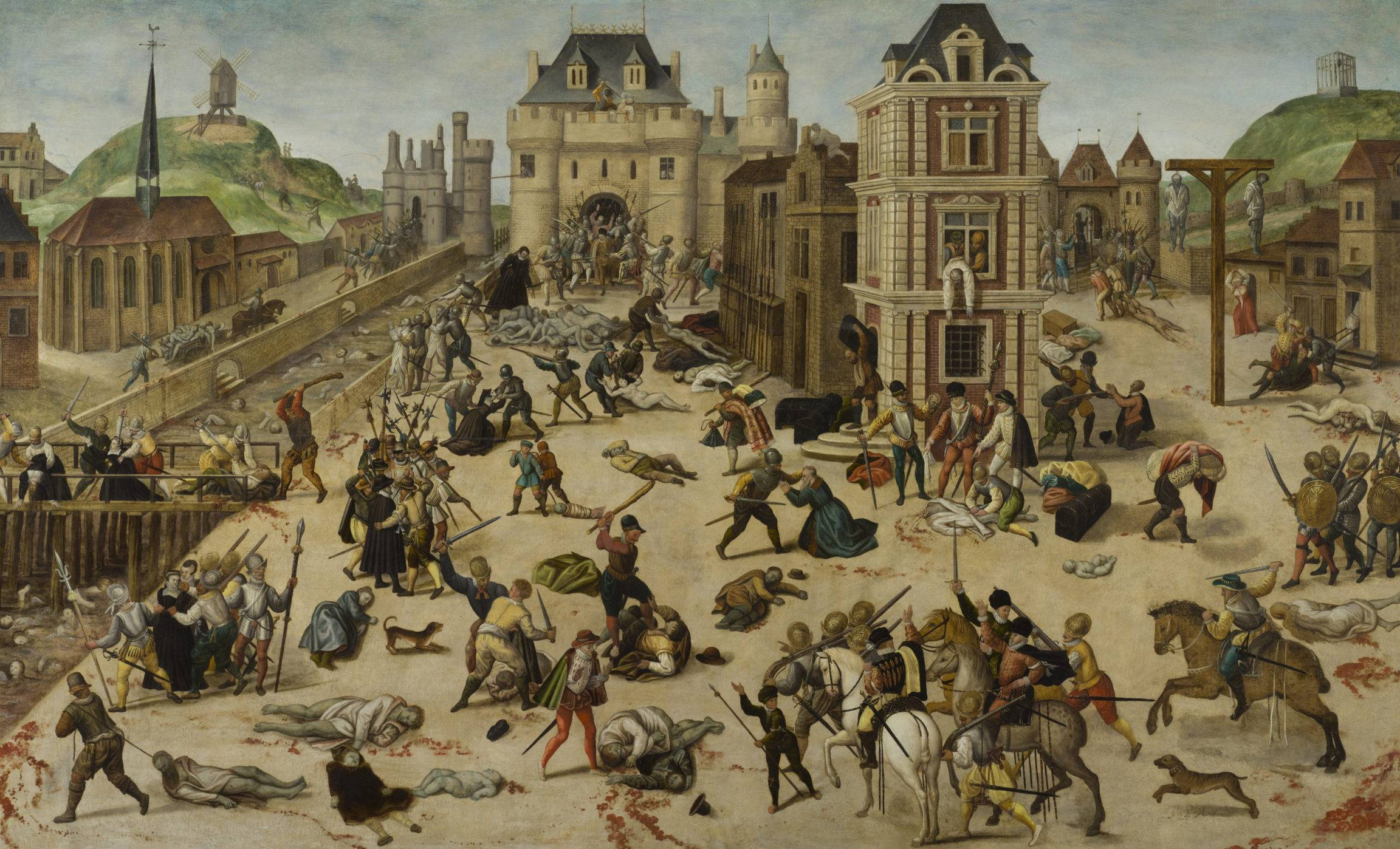
Le Massacre de la Saint-Barthélemy de François Dubois, vers 1572-1584, musée cantonal des beaux-arts de Lausanne.

Le 13 mai 1588, le roi Henri III est obligé de fuir Paris, à la suite de la Journée des Barricades. La ville tombe entre les mains de la Ligue catholique. Commence alors plusieurs sièges de Paris. En 1590, Paris est assiégé par Henri IV, avec une coalition des armées françaises légitimistes, protestantes, anglaises et néerlandaises. La ville résiste, terrorisée par les catholiques fanatiques de la Ligue, appuyés par des mercenaires espagnols et romains. À contre-cœur, le 25 juillet 1593, Henri IV abjure solennellement dans la basilique Saint-Denis : « Paris vaut bien une messe ».

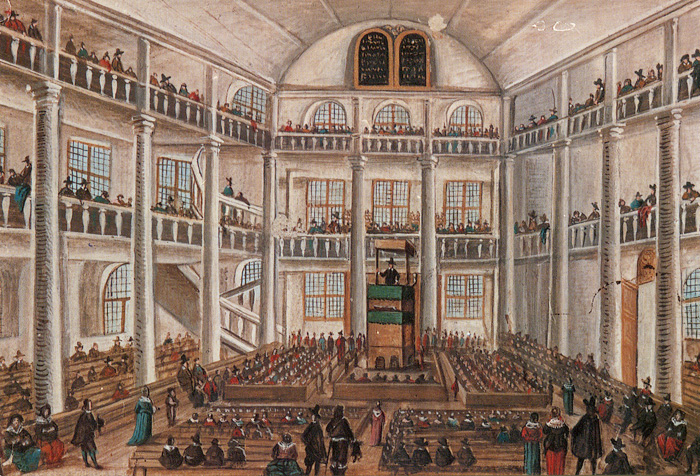
Temple de Charenton, lieu de culte protestant de Paris de 1607 à 1685.

L’édit de Nantes de 1598 apporte une certaine paix, mais les protestants n’ont le droit de construire leur temple qu’à plus de quatre lieues de Paris. Les Parisiens construisent des temples à Grigny en 1599, puis Ablon en 1600. En 1607 est édifié le temple de Charenton, grâce au premier ministre d'Henri IV, le protestant Maximilien de Béthune (duc de Sully). La sœur cadette du roi, Catherine de Bourbon, restée fidèle au protestantisme, fait célébrer des cultes dans la salle des Caryatides du palais du Louvre. Henri IV, quoique converti au catholicisme, y assiste parfois.

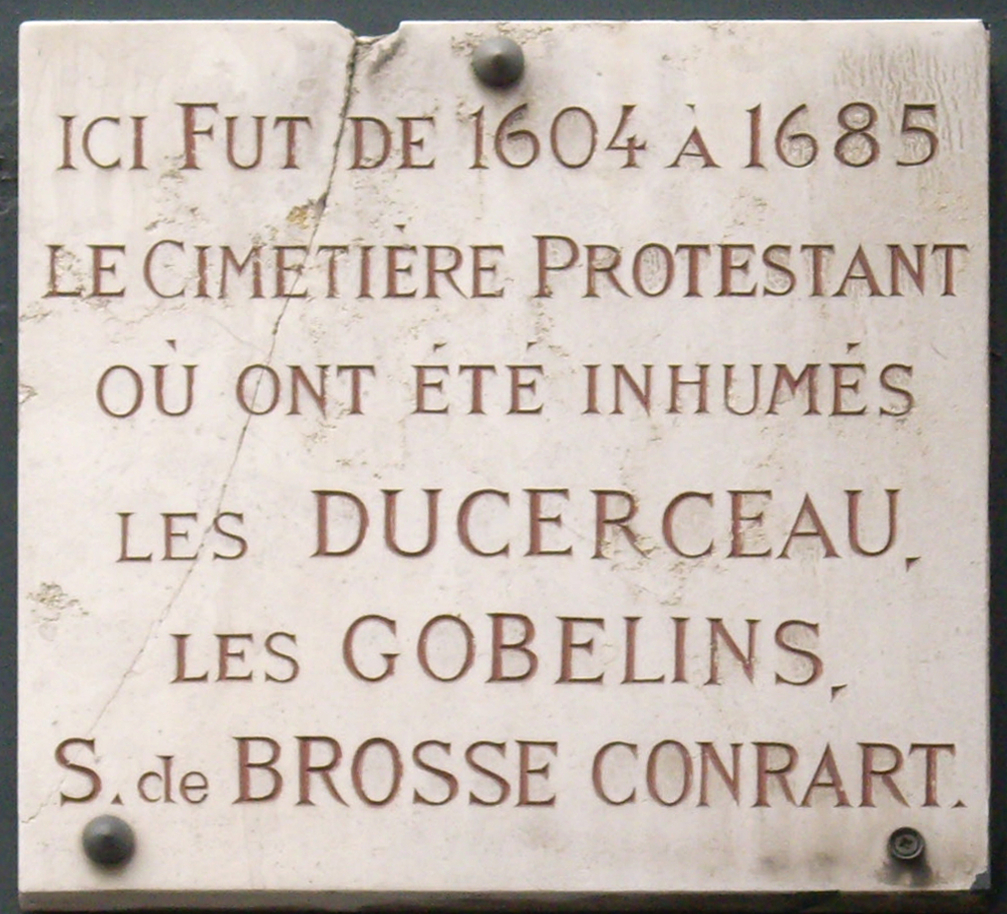
Plaque commémorative au 30, rue des Saints-Pères en hommage à l'ancien cimetière des Saints-Pères.

Les protestants, comme les juifs et les comédiens, n'ont pas l'autorisation d'être enterrés dans les cimetières catholiques. Plusieurs cimetières leur sont consacrés à Paris, comme le cimetière de la Trinité depuis 1563 et le cimetière Saint-Germain depuis 1576. En 1604, est fondé le cimetière des Saints-Pères, que commémore aujourd'hui une plaque commémorative à l'entrée du 30, rue des Saints-Pères. En 1631, au synode national de Charenton, les protestants décrètent la possibilité pour les calvinistes et les luthériens de participer ensemble à des cérémonies, notamment la Sainte-Cène.

### Louis XIV et la révocation de l'édit de Nantes
En 1685, Louis XIV révoque l'édit de Nantes par édit de Fontainebleau. Tous les temples du royaume sont détruits. Des pasteurs itinérants sont formés à partir de 1726 par Antoine Court au Séminaire français de Lausanne, et animent des réunions clandestines. Dans les années 1682-1692, sept pasteurs (dont Jean Gardien Givry) sont arrêtés à Paris. Ils sont détenus jusqu'à leur mort au fort royal de l'île Sainte-Marguerite, au large de Cannes.
Les ambassades des pays protestants, Angleterre, Suède et Danemark profitent de leur statut d'extraterritorialité en France pour héberger des chapelles protestantes. Les Parisiens y célèbrent discrètement baptêmes et mariages, mais sont surveillés par la police. L'Église suédoise de Paris célèbre un culte à partir de 1626, présidé par le pasteur Jonas Hambraeus jusqu'en 1660. L'Église danoise de Paris est issue de la chapelle de l'ambassade du Danemark, de même que l'Église protestante allemande de Paris de l'ambassade du Brandebourg. En plus des diplomates étrangers, des artistes, des artisans, des médecins, des scientifiques (tel que Guillaume Homberg) s'installent à Paris, accueillis par le ministre Jean-Baptiste Colbert. Des mercenaires protestants sont intégrés à l'armée royale, notamment dans le régiment d'élite des Gardes suisses. L'Institution du Mérite militaire est créée en 1759 pour récompenser les officiers protestants au service de la France.
En 1725, Louis XV tolère l'ouverture du nouveau cimetière protestant du Port-au-Plâtre. En 1777 est créé le cimetière des protestants étrangers de la rue de la Grange-aux-Belles. Après sa fondation, de nombreux protestants sont enterrés au cimetière du Père-Lachaise, dans les divisions 39 et 40. À l'époque des Lumières, des personnalités protestantes s'affirment, comme Jacques Necker, ministre des Finances de Louis XVI et père de Madame de Staël, ou encore le marquis François de Jaucourt, co-rédacteur de l'Encyclopédie. Le philosophe Jean-Jacques Rousseau vit plusieurs années à Paris.

### Paul-Henri Marron et la Révolution française

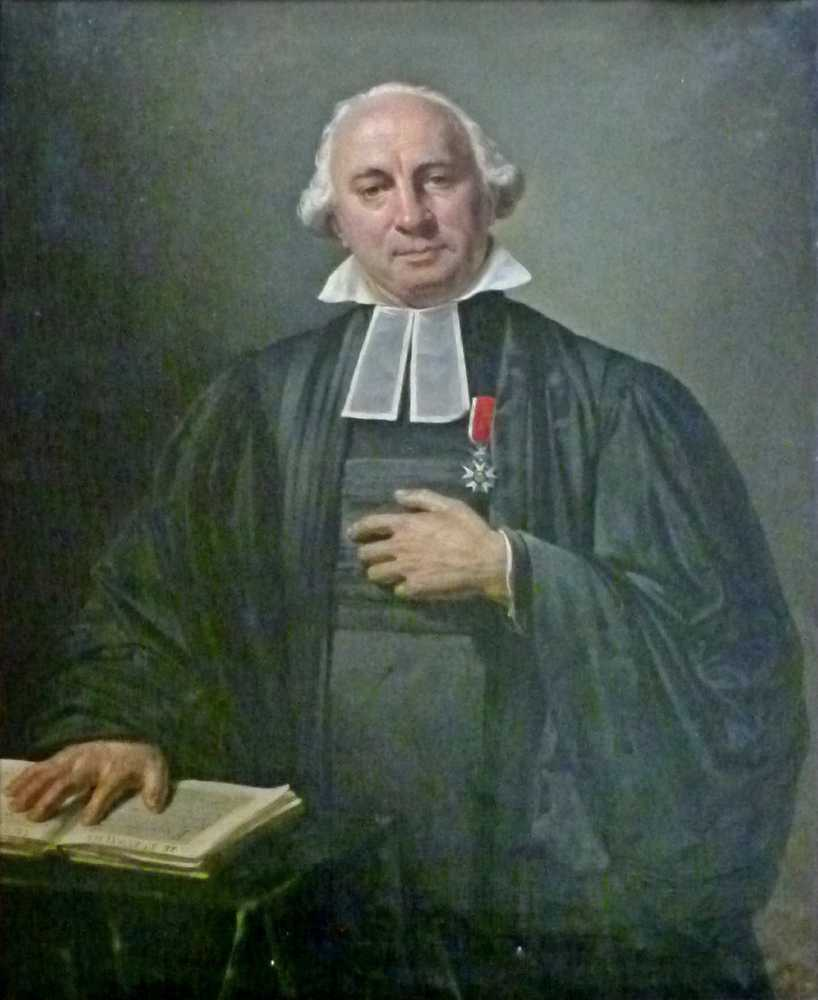
Paul-Henri Marron, pasteur à Paris de 1782 à 1832.

En 1787 est signé l'édit de tolérance de Versailles par Louis XVI, enregistré par le Parlement de Paris le 29 janvier 1788. Il accord l’État civil aux protestants, c'est-à-dire notamment la reconnaissance de leurs mariages, mais le culte public reste interdit. La liberté d'expression et de culte n'est reconnue qu'à la Révolution française avec la Déclaration des droits de l'homme et du citoyen de 1789. Son article 10, « Nul ne doit être inquiété pour ses opinions, même religieuses, pourvu que leur manifestation ne trouble pas l’ordre public établi par la Loi. » est corédigé par le pasteur-député Jean-Paul Rabaut Saint-Étienne, qui déclare « Mais, messieurs, ce n'est pas même la tolérance que je réclame : c'est la liberté ! ».

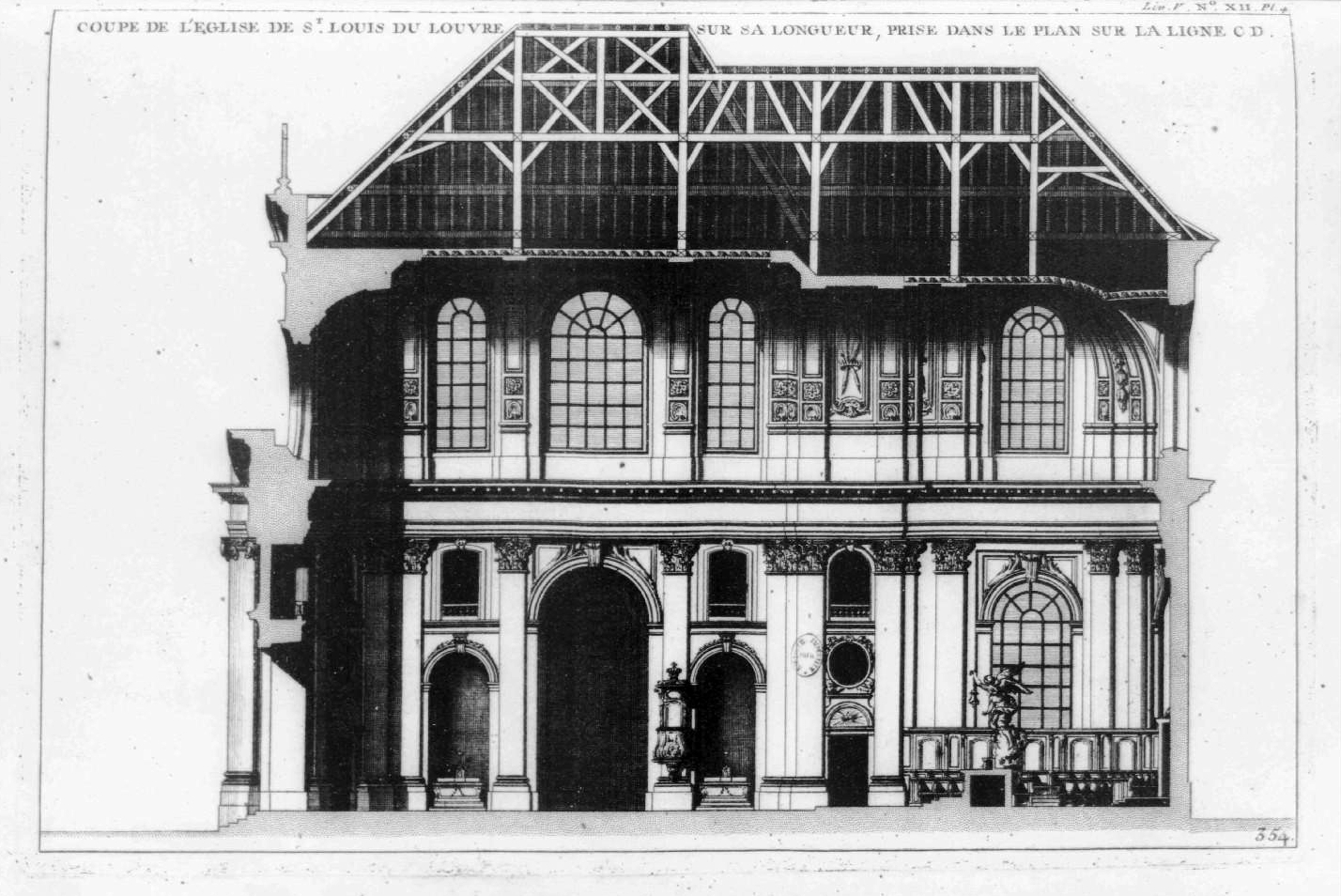
Église Saint-Louis-du-Louvre, lieu de culte protestant de Paris de 1791 à 1811.

Le pasteur Paul-Henri Marron, chapelain de l’ambassade de Hollande à Paris depuis 1782, célèbre les premières assemblées publiques, en juin 1789 dans l'arrière-salle d'un marchand de vin rue Mondétour, dans le quartier des Halles. Puis les protestants se réunissent au 105, rue Dauphine, dans un hôtel où Antoine Court de Gébelin avait installé le cénacle du Musée de Paris et où se réunissait la loge franc-maçonnique des Neuf Sœurs. Le premier maire de Paris, Jean Sylvain Bailly, leur permet d'obtenir le bail de l'église désaffectée Saint-Louis-du-Louvre. Le 22 mai 1791, est célébrée la dédicace officielle, le dimanche de Pâques. Paul-Henri Marron manifeste dans sa prédication son soutien aux nouvelles institutions politiques. Le temple est décoré de la Déclaration des droits de l'homme et du citoyen et du Notre Père. Le 13 octobre 1791, le pasteur prêche en présence du maire de Paris sur le texte de l'évangile selon Jean (Jean 8,32) : « Vous connaissez la vérité et la vérité vous rendra libre ». L'assistance aux offices va croissante.
Pendant la Terreur, le pasteur Paul-Henri Marron est arrêté à trois reprises. La chute de Robespierre le libère définitivement. Le culte réformé reprend en mars 1795.

### Napoléon et le Concordat

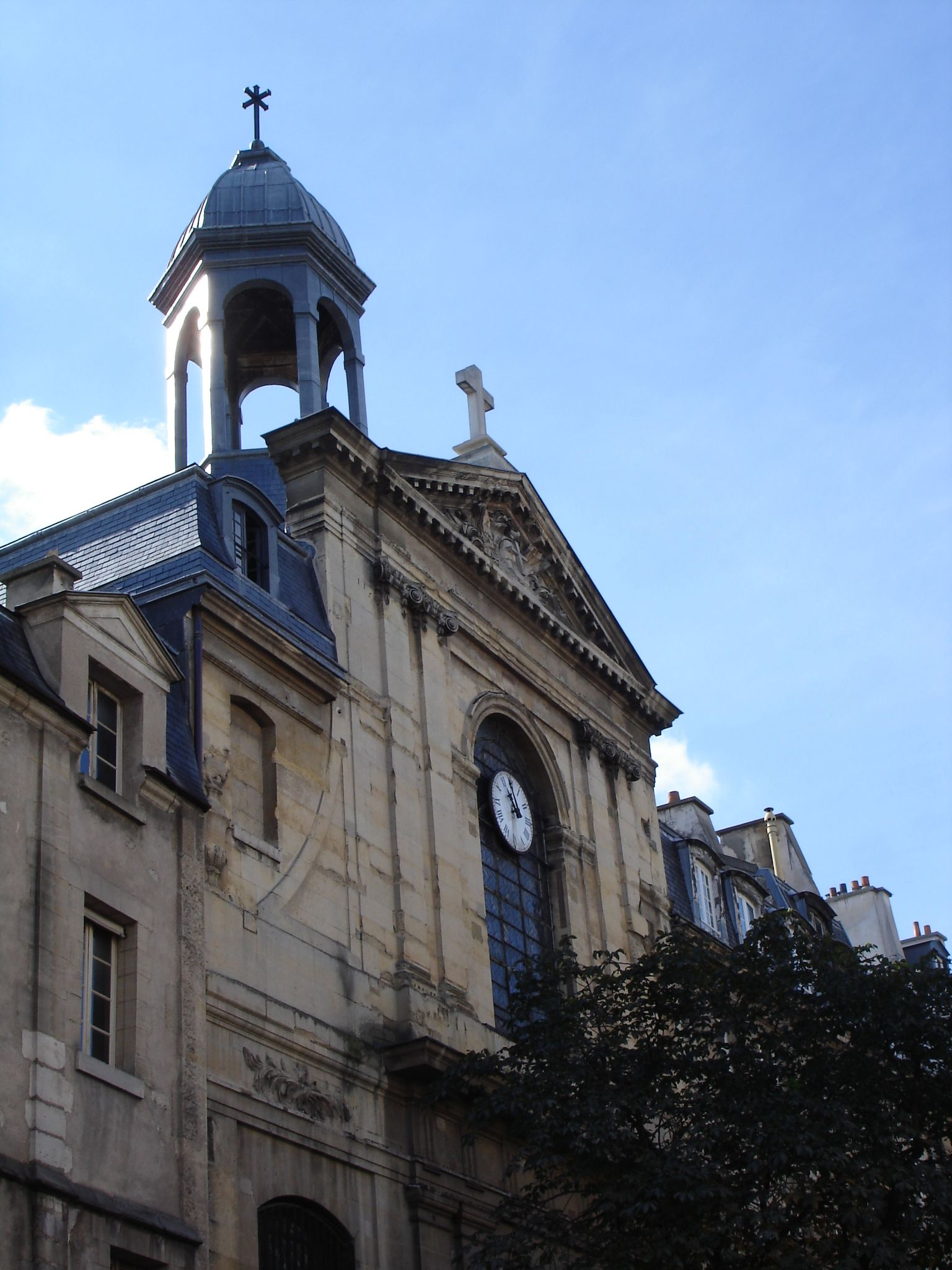
Cloître et église des Billettes, 24, rue des Archives, siège du Consistoire luthérien de la Seine à partir de 1808.

En 1801, Napoléon Bonaparte signe le Concordat français avec le Vatican, qui reconnait le catholicisme comme « la religion de la grande majorité des citoyens français ». La loi du 18 germinal an X (8 avril 1802), dite des articles organiques, organise les cultes protestants : les pasteurs sont payés par l’État. La loi de germinal a été imposée sans discussion avec les représentants des Églises. Pour les protestants, elle indique dans son article 16 : « Il y aura une Église consistoriale par six mille âmes de la même communion », le Consistoire pouvant gérer plusieurs paroisses, ce qui est contraire à la tradition ecclésiastique réformée presbytérienne, d'égalité entre les paroisses. Dans un rapport remis par le pasteur Marron au préfet de la Seine, Nicolas Frochot, en octobre 1802, il estime à plus de 20 000 protestants déclarés à Paris. Cela suppose donc trois Églises consistoriales dans la même ville. Le gouvernement accepte finalement, le 3 décembre 1802, qu'il n'y ait qu'une seule Église consistoriale réformée à Paris. Cette Église regroupe les protestants de Paris, de la banlieue et les petits groupes de l'Île-de-France. La loi prévoit aussi que ces Églises consistoriales doivent être dirigées par une assemblée, le Consistoire, regroupant le pasteur et un groupe de laïcs, semi-cooptés et « choisis parmi les citoyens les plus imposés au rôle des contributions ». Le 20 janvier 1803, l'ancien consistoire choisit douze personnalités pour l'aider à choisir les anciens. On trouve parmi eux sept banquiers. Le 27 janvier 1803, les anciens du nouveau consistoire sont élus. Le Consistoire réformé de la Seine est reçu par Bonaparte le 30 janvier qui les félicite des choix faits.

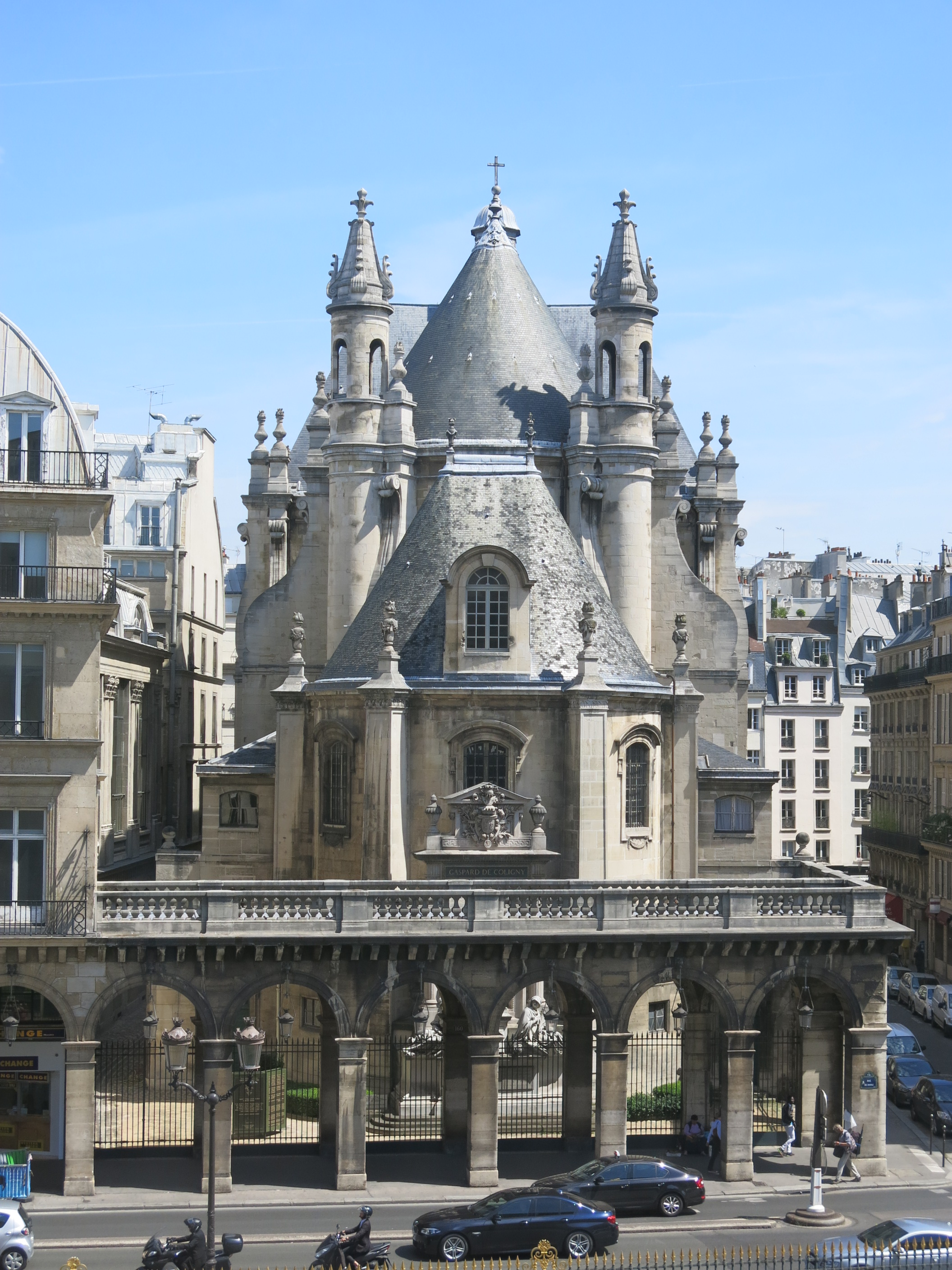
Temple protestant de l'Oratoire du Louvre, 145, rue Saint-Honoré, siège du Consistoire réformé de la Seine à partir de 1811.

Le Consistoire réformé de la Seine désigne ses trois premiers pasteurs : Paul-Henri Marron, Jacques-Antoine Rabaut, ancien pasteur au Désert, appelé Rabaut-Pommier pour le distinguer de ses frères les députés Rabaut-Saint-Étienne et Rabaut-Dupuy, et Jean-Frédéric Mestrezat, apparenté à Jean Mestrezat (1592-1657), pasteur du temple de Charenton sous l'édit de Nantes. Tous trois sont décorés de l'ordre de la Légion d'honneur en 1811 par Napoléon. Le 2 décembre 1802, l'ancienne église Saint-Louis-du-Louvre est définitivement donnée au Consistoire réformé de la Seine. Deux autres églises désaffectées lui sont rattachées : la chapelle du couvent des Visitandines, située rue Saint-Antoine, qui devient le temple protestant du Marais, et l'ancienne chapelle des Bernardines de Penthemont, rue de Grenelle. Cette dernière, utilisée par la Garde impériale, n'est libérée qu'en 1842.
En 1806, le gouvernement interdit aux luthériens de Paris de célébrer leur culte dans les ambassades étrangères. En 1808, un décret impérial instaure le Consistoire luthérien de la Seine, composé de douze membres, et deux pasteurs, Georges Boissard et Jean-Jacques Goepp. Il lui affecte le cloître et église des Billettes, 24, rue des Archives.
L'église Saint-Louis-du-Louvre est trop petite pour accueillir les fidèles réformés. Dès septembre 1808, le Consistoire a la certitude que le projet de réunion des palais du Louvre et des Tuileries va entraîner la démolition de l'édifice, des bureaux, et du cimetière attenant. Il envisage de déménager le temple au couvent des Théatins, quai Voltaire, puis à l'Oratoire du Louvre, ancien siège de la Congrégation des Pères de l'Oratoire de France, vandalisé à la Révolution et occupé à ce moment-là par les magasins de décors de l'Opéra, du Vaudeville et du Théâtre-Français. L'archevêque de Paris, le cardinal Maury, écrit le 1er février 1810, au ministre des Cultes pour signifier sa vive opposition à ce projet. Finalement, le 4 février 1811, le ministre des Cultes écrit au préfet de la Seine : « Monsieur le Comte, Sa Majesté a autorisé l'ouverture de l'église de l'Oratoire en faveur du culte protestant, mais provisoirement seulement, en attendant qu'il ait été pris un parti définitif sur le temple qui leur sera accordé ». Le représentant du Consistoire réussit à obtenir que tous les décors soit déplacés pour le dimanche des Rameaux et tout le mobilier de l'église Saint-Louis-du-Louvre est alors transporté dans l'église de l'Oratoire. Le premier culte est célébré le 11 mars 1811. L'édifice n'est concédé définitivement au culte protestant qu'en 1844. En 1816 y est fondée la Délégation générale des diaconats, un service fédérant les actions sociales des différentes paroisses, qui devient ensuite le Centre d'action sociale protestant (CASP). En 1818, y est fondée la Société biblique protestante de Paris, ancêtre de l'Alliance biblique française.
En 1814, en raison de la présence de nombreux Américains à Paris, est fondée l'église américaine de Paris.
En 1834, les Consistoires réformés et luthériens s'allient pour construire le temple protestant des Batignolles, 44, boulevard des Batignolles. Y est nommé le pasteur libéral Athanase Coquerel. En 1837, la princesse Hélène de Mecklembourg-Schwerin, protestante, se marie avec Ferdinand-Philippe d'Orléans, fils du roi de France Louis-Philippe dans une halle d’octroi désaffecté, au 16, rue Chauchat. Le Consistoire luthérien y aménage l'église luthérienne de la Rédemption de Paris. Elle est fréquentée par l'élite luthérienne, dont le baron Georges Eugène Haussmann, qui y fait célébrer ses obsèques.
En 1840, des protestants issus du Réveil protestant francophone édifient la chapelle Taitbout en dehors de l’Église d’État officielle. Indépendants du Consistoire concordataire, ils s'autoproclament « libristes » et fondent en 1848 l'Union des Églises évangéliques libres de France. Le pasteur libriste Frédéric Monod fonde en 1848 une paroisse au passage des Petites-Écuries. Elle déménage en 1853 rue de Chabrol, puis en 1862 rue des Petits-Hôtels en 1862 - elle deviendra le temple protestant de La Rencontre. En 1854, est fondée une salle d'évangélisation dans le faubourg Saint-Antoine, qui déménage en 1882 au 153, avenue Ledru-Rollin - la chapelle est aujourd'hui désaffectée. En 1857, le pasteur libriste Edmond de Pressensé fonde le temple protestant de Luxembourg.
En 1841, Caroline Malvesin et le pasteur de l'Oratoire Antoine Vermeil fondent les Diaconesses de Reuilly. Deux ans plus tard est installée la première maison de santé, rue de Reuilly, à l'origine de l'hôpital des Diaconesses de Reuilly.

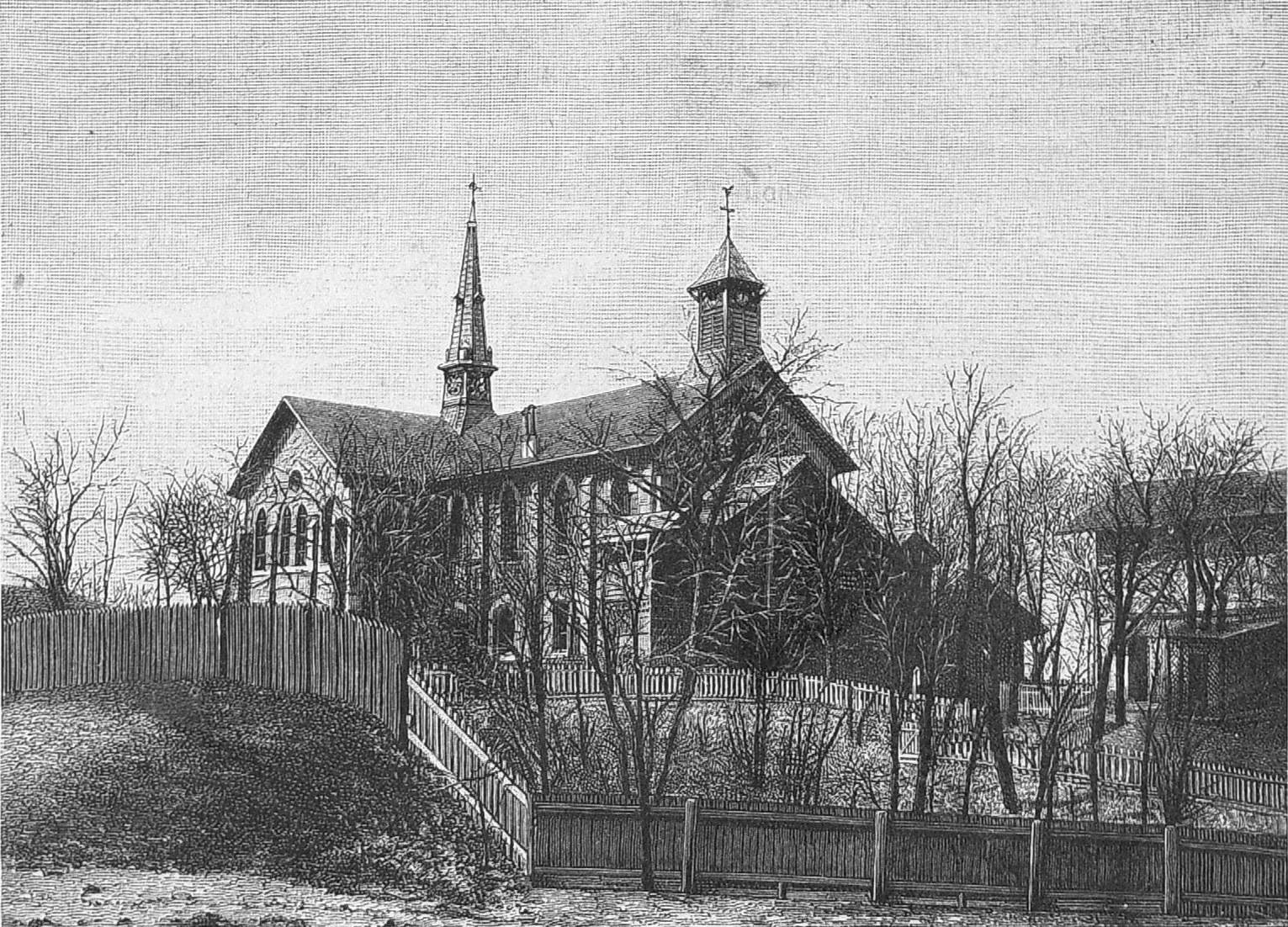
Vue ici en 1886, la Hügelkirche (signifiant « église de la colline ») établie à l'initiative de Friedrich von Bodelschwingh au 93, rue de Crimée.

En 1860, l'extension territoriale de Paris aux dépens des communes limitrophes et son expansion démographique entraîne la construction de lieux de culte supplémentaires dans les nouveaux arrondissements périphériques, notamment parce qu'y ont afflué des immigrants venus de pays protestants. Ainsi, en 1861, à l'initiative d'un jeune pasteur encore dans son premier ministère, Friedrich von Bodelschwingh — une future grande figure du protestantisme allemand — débute sur une éminence près des Buttes-Chaumont (au 93, rue de Crimée, dans le 19e arrondissement), la construction de l'église luthérienne de La Villette, ou Hügeslkirche, (signifiant « église de la Colline »), pour les familles de ses compatriotes, souvent des travailleurs journaliers aux conditions de vie difficiles. Pour leurs enfants est créée sur le même site une école. L'ensemble sera au siècle suivant confisqué par les autorités françaises du fait de la Première Guerre mondiale, qui les vendent à la communauté exilée russe orthodoxe en 1924, devenant alors l'église Saint-Serge et l'institut de théologie du même nom. La communauté allemande rejoint Christuskirche, l'église protestante allemande à Paris, et la communauté francophone fait construire l'église luthérienne Saint-Pierre.

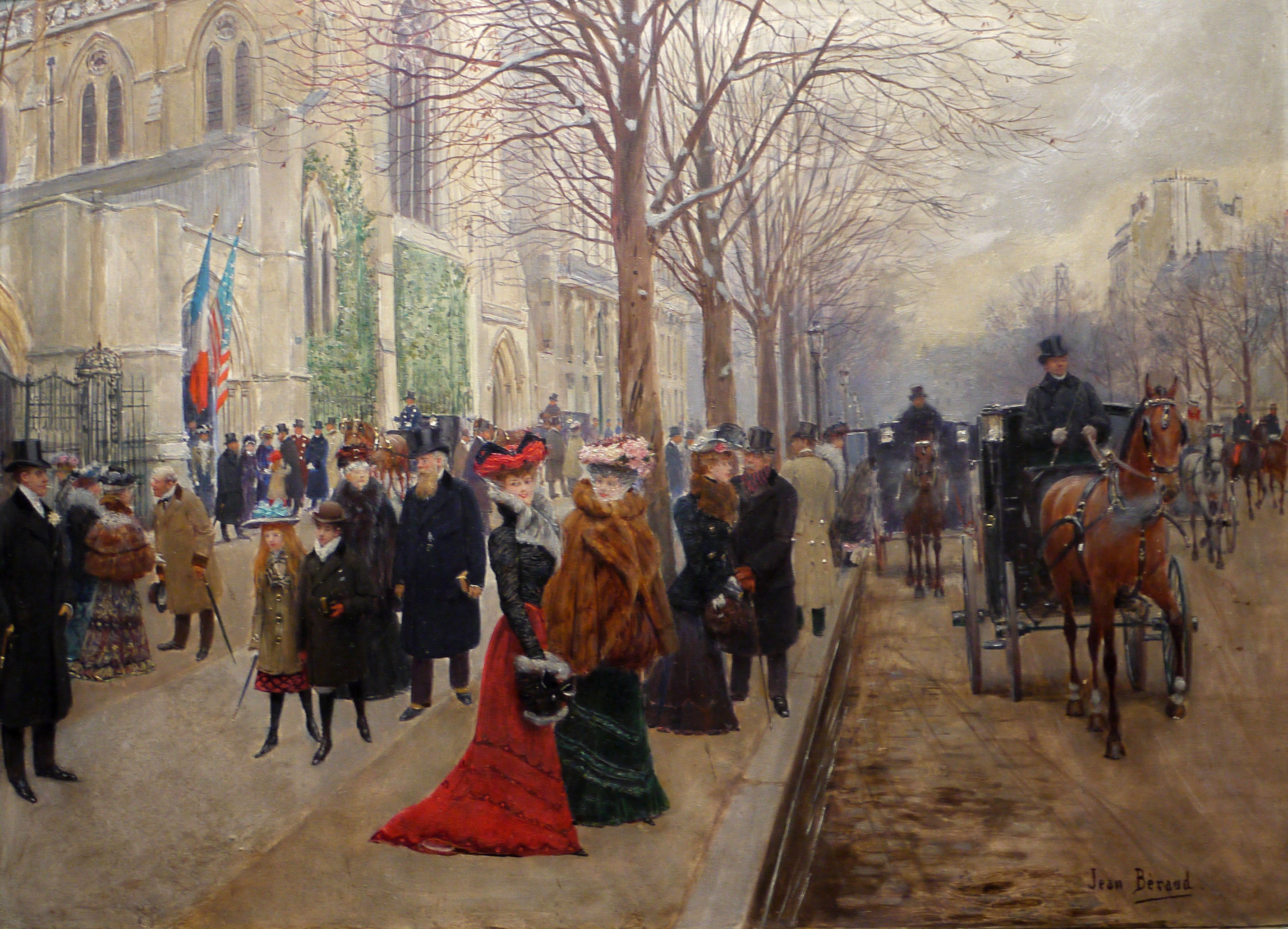
Après l'office à l'église de la Sainte-Trinité, 23, avenue George-V, vers 1900. Tableau de Jean Béraud, musée Carnavalet.

En 1862, le pasteur Eugène Berger fonde une école au 85, avenue Bosquet. En 1867, il la transfère au 19, rue Amélie et y fait élever la chapelle du Gros-Caillou. Désaffectée en 1910, c'est aujourd'hui un centre de recherche de l'Institut d'études politiques de Paris.
En 1864, est inaugurée rue Bayard une église épiscopalienne. Elle déménage en 1881 au 23, avenue George-V et devient la cathédrale américaine de Paris. Le bâtiment de la rue Bayard devient alors l'église écossaise de Paris.
En 1864, la Ville finance la construction du temple protestant de Montparnasse-Plaisance. Le 3 décembre 1865 est inauguré le temple protestant du Saint-Esprit. Il accueille en 1872 le premier synode national autorisé officiellement depuis 1676, présidé par le ministre protestant François Guizot. En 1866, sont construites l'église luthérienne de la Résurrection et l'église luthérienne de l'Ascension.

### IIIeRépublique et laïcisation

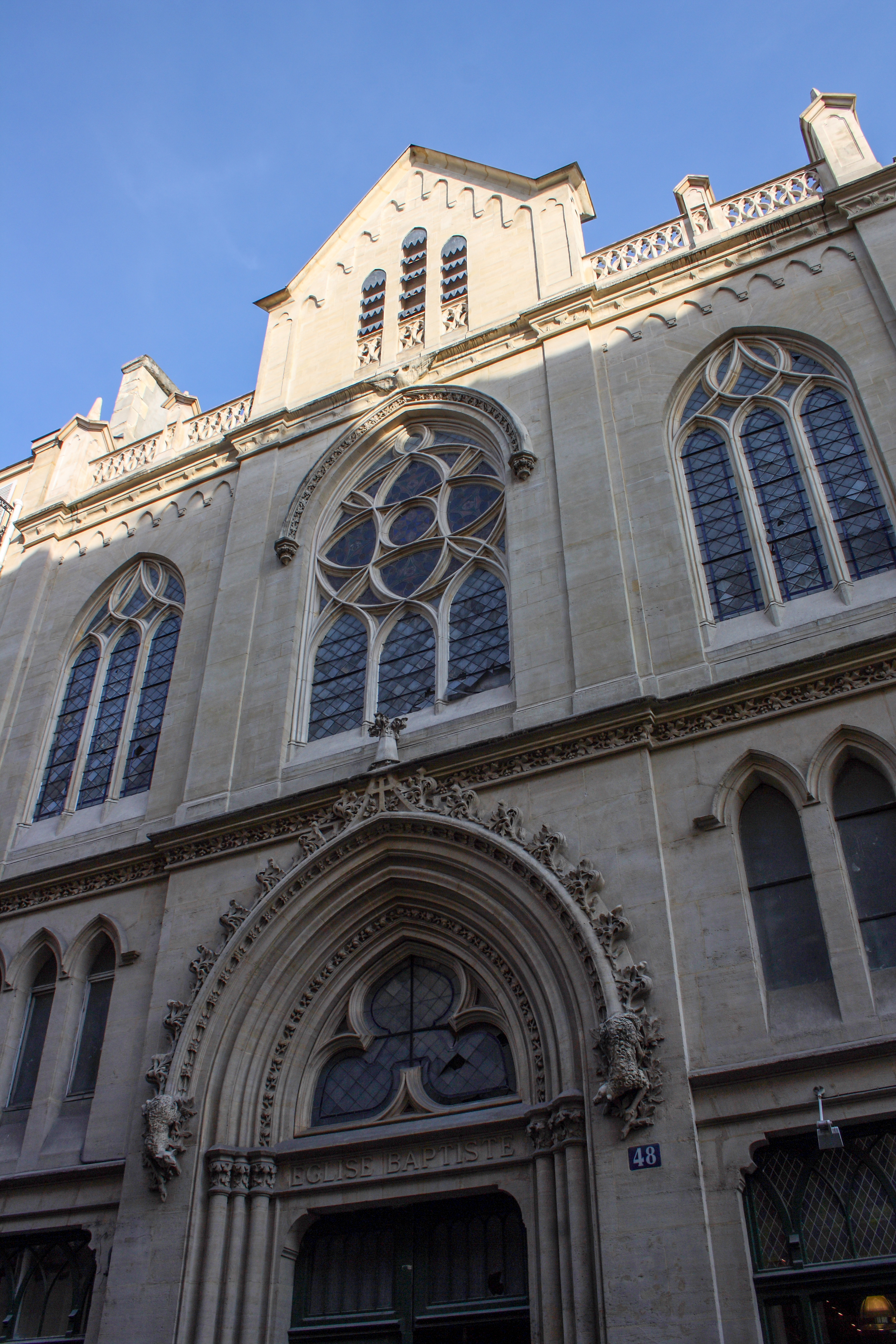
Église évangélique baptiste de Paris, 48, rue de Lille, inaugurée le 14 septembre 1873.

Avec la guerre franco-allemande de 1870, de nombreux Allemands luthériens quittent Paris. La perte de l'Alsace-Lorraine voit l'arrivée de réfugiés luthériens. En 1874, ils fondent l'École alsacienne, sur le modèle du gymnase protestant strasbourgeois Jean-Sturm.
La faculté de théologie protestante de Paris est fondée en 1877, grâce à William Waddington, ministre de l'Instruction publique protestant. Frédéric Lichtenberger est nommé doyen, avec pour professeurs Auguste Sabatier, Ariste Viguié et Gaston Bonet-Maury. Les nouveaux bâtiments boulevard Arago sont inaugurés le 7 novembre 1879 par Jules Ferry.
En 1874, est inauguré par le pasteur Eugène Bersier le temple protestant de l'Étoile. La Fondation Bersier possède un immeuble attenant, qui lui sert aujourd'hui de siège et abrite le secrétariat du Musée protestant, de Réforme et de la radio parisienne Fréquence protestante.
De 1870 à 1877, est construite la chapelle Milton, rue Milton, puis entre 1877 et 1880 le temple protestant de Belleville. En 1873, est inaugurée l'église évangélique baptiste de Paris, 48, rue de Lille. Elle ouvre en 1899 une annexe au 123, rue du Maine.
En 1882, le Consistoire réformé Paris est divisé en huit paroisses, et l'Oratoire du Louvre perd son statut de « cathédrale réformée ». Dans les années 1880, sont promulguées les lois de laïcisation de l'école publique, instaurées par Jules Ferry et soutenues par les protestants Ferdinand Buisson et Félix Pécaut. Les écoles paroissiales protestantes sont cédées à la ville. En 1885, le pasteur protestant libéral Charles Wagner fonde le temple protestant du Foyer de l'Âme. En 1888 est inaugurée l'église luthérienne de la Trinité. En 1896 est inaugurée l'église luthérienne du Bon-Secours, en 1897 l'église luthérienne Saint-Paul de Montmartre et le temple protestant d'Auteuil, en 1898 le temple protestant de Port-Royal.

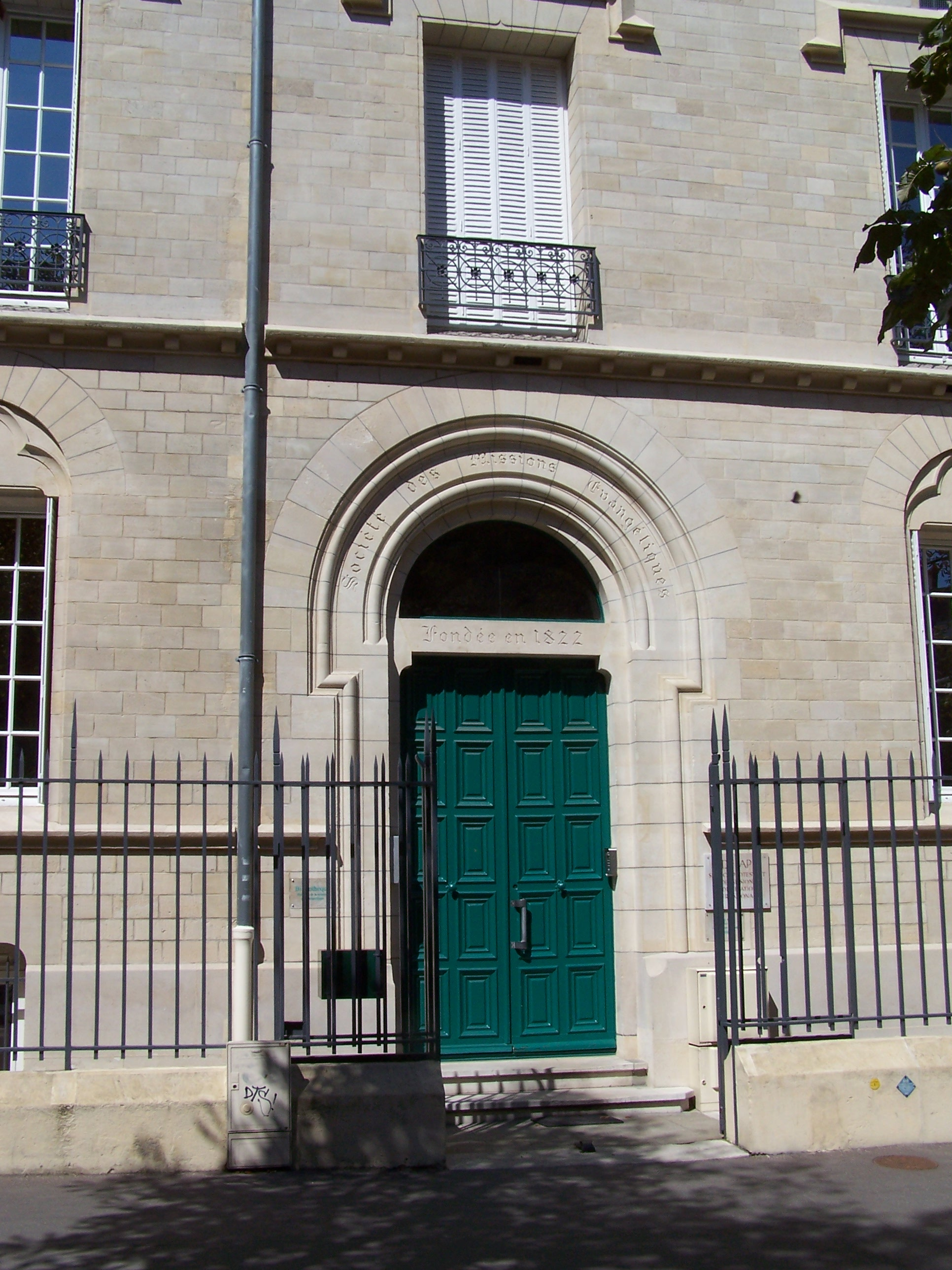
Entrée de la Maison des Missions, 102, boulevard Arago, siège du Service protestant de Mission depuis 1885.

En 1885, la Société de l'histoire du protestantisme français s'installe au 54, rue des Saints-Pères. En 1887, est inaugurée la Maison des Missions, 102, boulevard Arago, en face de l’Institut protestant de théologie. Il héberge la Société des missions évangéliques de Paris, et sa bibliothèque historique. Il se divise en 1979 entre le Service protestant de Mission, mieux connu sous l'acronyme du Département évangélique français d’action apostolique, DEFAP, et la Communauté d'Églises en mission, mieux connue sous l'acronyme de la Communauté évangélique d'action apostolique, Cévaa,,.
En 1872, au lendemain de la Commune de Paris, le pasteur méthodiste Robert McAll fonde la Mission populaire évangélique (MissPop'). Le premier centre deviendra la Maison Verte, rue Marcadet, dans le 18e arrondissement. En 1891 est fondé le Foyer de Grenelle, rue de l'Avre, dans le 15e arrondissement. En 1936 est fondé le centre social du Picoulet, dans le 11e arrondissement. En parallèle, en 1871 sont fondées des œuvres sociales par deux femmes quakers, notamment la Mission de Belleville par Miss Broen et la Mission évangélique aux femmes de la classe ouvrière par Justine Dalencourt.
En 1893, la section française de l'Union chrétienne des jeunes gens, en anglais Young Men's Christian Association, s'installe au 14, rue de Trévise, qui accueille aujourd'hui le théâtre Trévise et le secrétariat du mensuel Évangile et Liberté. En 1896, l'Association des étudiants protestants de Paris, puis la Fédération française des associations chrétiennes d'étudiants, s'installe au 46, rue de Vaugirard - elle est depuis 2006 rue Titon. En 1910, la première troupe d'Éclaireurs unionistes est fondée au Foyer de Grenelle. La première compagnie d'Éclaireuses unionistes est fondée par Camille Savary à la Maison Verte, à l'origine de la Fédération française des éclaireuses.

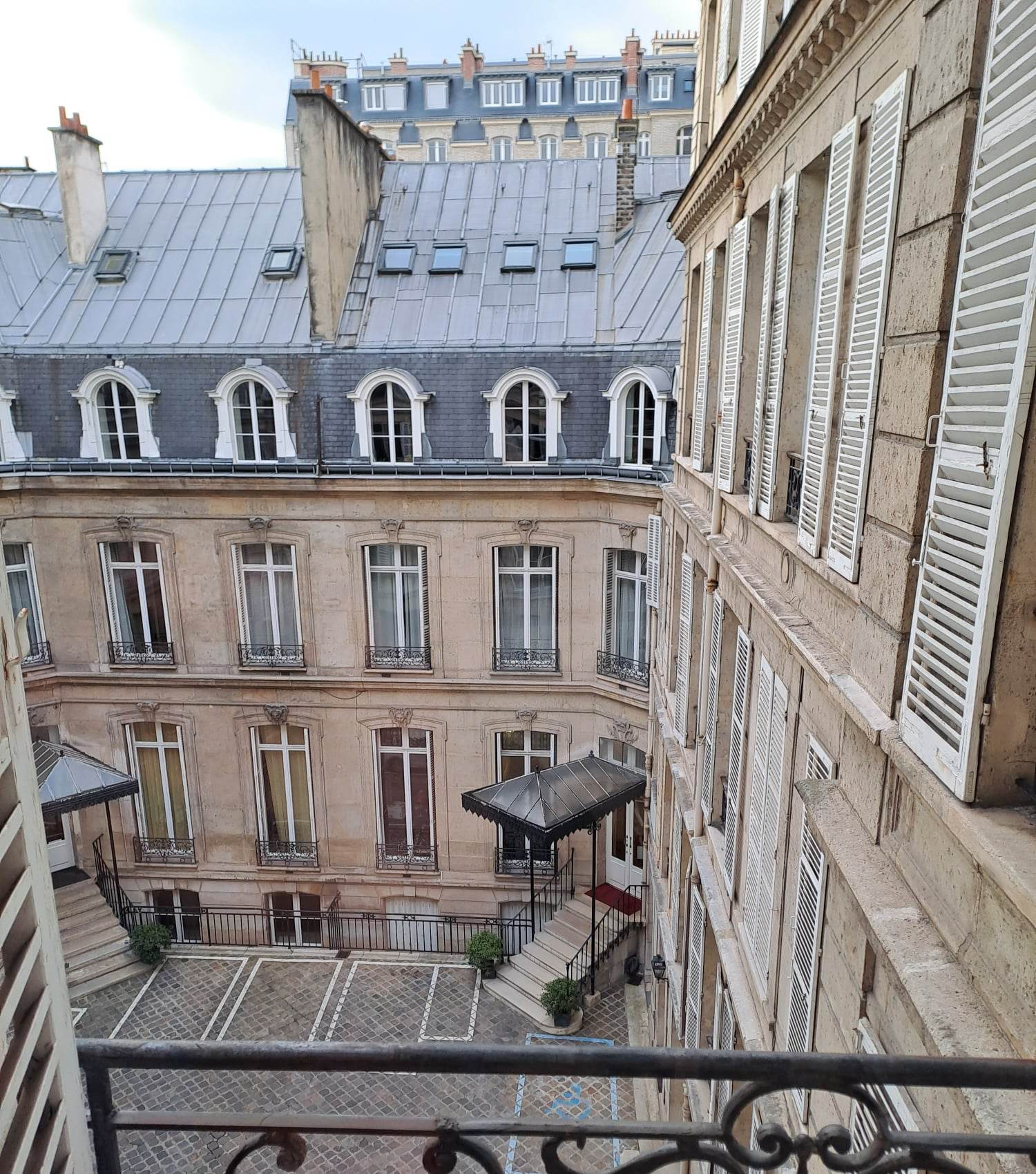
Maison du protestantisme, au 47 rue de Clichy.

En 1905 est promulguée la loi de séparation des Églises et de l'État. Les protestants ont appuyé la rédaction de la loi à l'Assemblée nationale, auprès de la commission présidée par Ferdinand Buisson et dont le rapporteur est Aristide Briand, en particulier le professeur Raoul Allier et le haut-fonctionnaire Louis Méjan. La Fédération protestante de France est créée en 1905. C'est une association loi de 1901, regroupant des Églises mais aussi des œuvres culturelles, caritatives, de jeunesse protestantes. Elle siège depuis 1919 à la Maison du protestantisme, au 47, rue de Clichy, ancien siège du DEFAP,. La Maison du protestantisme héberge également les services télévision et radio, avec Présence protestante, tous les dimanches matin sur France 2 et France Culture, la Fédération de l'entraide protestante et les services d'aumônerie aux armées, aux hôpitaux et aux prisons. Elle héberge également le siège d'Églises dès leur création, la Fédération des Églises évangéliques baptistes de France en 1922, et l'Église réformée de France en 1938 - qui devient en 2012 l'Église protestante unie de France.
L’Église baptiste du Tabernacle, fondée par Ruben Saillens en 1888, refuse de rejoindre la nouvelle Fédération des Églises évangéliques baptistes de France en 1922. Elle déménage du 61, rue Meslay au 163 bis, rue Belliard. En 1929, un an après l'inauguration de son bâtiment, meurt son pasteur Arthur Blocher. Lui succède son épouse, la fille de Ruben Saillens, Madeleine Blocher-Saillens, qui devient ainsi la première femme pasteure en France.
En 1906, est construit le temple protestant de Montmartre, 23, rue du Simplon - aujourd'hui église orthodoxe serbe Saint-Sava. En 1907, le pasteur Sully Lombard structure la paroisse réformée du temple protestant de Béthanie. En 1907 est inaugurée l'église luthérienne Saint-Marcel, et trois ans plus tard la Maison fraternelle du 37, rue Tournefort, toutes deux dans le 5e arrondissement de Paris. La Maison fraternelle abrite le secrétariat réformé de la région Île-de-France, tandis que l'Inspection luthérienne de Paris est hébergée dans l'église luthérienne de la Rédemption. En 1911, est inaugurée l'église protestante Saint-Jean de Paris. En 1925, l'Église américaine de Paris achète son terrain quai d'Orsay. Toutes deux sont dans le 7e arrondissement de Paris.
L'Anglaise Catherine Booth (fille de William et Catherine Booth), développe l'œuvre de l'Armée du salut à Paris à partir de 1881. La fondation acquiert en 1926 le palais de la Femme, et le palais du Peuple rue des Cordelières, construit par Le Corbusier. En 1933, sont construites la Cité de Refuge, puis la résidence Catherine-Booth, rue Crespin-du-Gast. L'Armée du salut à Paris s'installe chapelle Taitbout, avant de revendre ce temple protestant à une Église baptiste coréenne après-guerre.

### Seconde guerre mondiale et époque contemporaine
André-Numa Bertrand, pasteur du temple protestant de l'Oratoire du Louvre depuis 1926, devient vice-président de l'Église réformée de France à sa création en 1938, et dirige les Éclaireurs unionistes de France à partir de 1939. Pendant la Seconde Guerre mondiale, il représente la Fédération protestante de France (FPF) en zone occupée, tandis que son président Marc Boegner représente le protestantisme auprès du régime de Vichy, de 1940 à 1943. En 1940, il lutte pour que la FPF émette une protestation officielle contre l'antisémitisme. Finalement, la lettre privée de Marc Boegner au grand-rabbin de France est rendue publique en 1941. Le 5 juin 1942, A.-N. Bertrand écrit au maréchal Pétain pour protester contre le port de l'étoile jaune imposé aux Juifs. Plusieurs de ses prédications incitent à la résistance spirituelle au nazisme en France. Sa prédication à l'Oratoire, le 7 juin 1942, fait directement mention du port de l'étoile jaune. Le 3 août 1942, il écrit une lettre de protestation à l'égard de la rafle du Vélodrome d'Hiver, adressée à Fernand de Brinon, chef de la Délégation du Gouvernement français. De nombreux protestants de Paris s'engagent pour sauver des juifs de la Shoah et reçoivent à la Libération la reconnaissance de Juste parmi les nations, dont la fille d'André-Numa Bertrand, Alice Manen, et son époux Henri Manen, le deuxième pasteur de l'Oratoire Paul Vergara et sa femme Marcelle Vergara, Marcelle Guillemot, le directeur de la Maison verte à Paris, le pasteur Jean Jousselin, Marc Boegner, le secrétaire général de la Fédération française des associations chrétiennes d'étudiants (la « Fédé ») Georges Casalis et André Dumas.
Pendant la Guerre, l'Église protestante allemande à Paris, rue Blanche, sert de paroisse militaire. Les bâtiments sont réquisitionnés à la Libération de Paris et servent de siège à trois institutions protestantes pour les réfugiés, l'Aumônerie des étrangers protestants en France, la mission suédoise pour Israël et le Comité inter-mouvements auprès des évacués, qui deviendra la Cimade. Le siège de la Cimade change ensuite pour s'installer au 91, rue Oberkampf, dans le 11e arrondissement, et son secrétariat régional dans le temple protestant des Batignolles.
En mars 1945, Albert Finet fonde l'hebdomadaire protestant Réforme avec Jean Bosc, Pierre Bourguet et Albert-Marie Schmidt. Après avoir longtemps siégée avenue du Maine, dans le 14e arrondissement de Paris, la rédaction est maintenant hébergée par le temple de l'Étoile. En 1974, deux femmes protestantes, Hélène Engel et Edith du Tertre fondent l'Action des chrétiens pour l'abolition de la torture (ACAT), qui siège aujourd'hui rue Georges-Lardennois, dans le 19e arrondissement de Paris.
En octobre 1968, est inauguré le Foyer du Pont, au 86, rue de Gergovie pour les étudiantes allemandes, aujourd'hui rattachée à l'Église protestante en Rhénanie. Les anglicans font construire en 1973 l'église Saint-Michael et en 1975 l'église Saint-Georges.